# Santa Izabel do Pará
Santa Izabel do Pará é um município brasileiro do estado do Pará, situado na Região Norte do Brasil, fundado em 1934 e faz parte da Região Metropolitana de Belém e da Região Geográfica Imediata de Belém, localizado à uma latitude 01º17'55" sul e a uma longitude 48º09'38" oeste.

## História
A história de Santa Izabel está ligada à construção da antiga Estrada de Ferro de Bragança que ligava as cidades de Bragança e Belém (localizadas no nordeste do estado) com objetivo de fornecer produtos agrícolas à capital paraense (período de expansão da atividade gomífera).
Por esta estrada vieram muitos migrantes nordestinos cooptados para a região principalmente durante a "Batalha da Borracha" e dos projetos de "colonização agrícolas" promovidos pelo Governo Federal para colonizar a zona bragantina paraense, ocupando o corredor logístico da estrada de ferro.
O povoado surgiu com a implantação do Núcleo Colonial Nossa Senhora de Benevides em 1877, quando fora encarregado de demarcar essas terras o capitão Valentim José Ferreira que se instalou estrategicamente na Boca da Sexta Travessa (Aratanha), (hoje um extenso bairro), dando início ao povoado -sendo portanto considerado o fundador do município.
A primeira estação ferroviária do município (que fazia parte da antiga Estrada de Ferro de Bragança no período de 1884-1965) foi construída na rua do Colégio Antônio Lemos (atual Av. Antonio Lemos), em estilo requintado. Depois fora edificada a segunda, à Av. da República (leste da cidade), cujo prédio atualmente abriga uma escola municipal.
O morador mais famoso da cidade foi o cantor e drag queen Pabllo Vittar, que ali residiu durante sua juventude.
A cidade também é o berço de artistas da terra como Valéria Paiva, vocalista da Banda Fruto Sensual, e da cantora Viviane Batidão.

## Geografia
Localiza-se a uma latitude 01º17'55" sul e a uma longitude 48º09'38" oeste, estando a uma altitude de 24 metros. Pertence à Região Metropolitana de Belém, distando 36 quilômetros da capital paraense. Possui uma população estimada, segundo estimativas do IBGE em 2017, era de 68.836 habitantes, distribuídos em uma área territorial de 717,6 Km².
Tem como principal acidente geográfico o rio Caraparu que nasce no distrito de Americano, com uma extensão aproximada de 85 km, que deságua no rio Guamá (limite sul do município). A bacia caraparuense se completa com os rios afluentes: Maguari, Itá, Mucuiambá e Jundiaí, com uma área aproximada de 380 km.

### Subdivisões
O município é composto de 3 distritos sendo, a sede municipal (Sta. Izabel), Americano e Caraparu e inúmeros lugarejos. Na cidade existem vários bairros como: Centro, Jardim das Acácias*, Jardim Tókio*, Jardim Paraíso*, Jardim Miraí*, Jardim Florestal*, Santa Lúcia I e II, Triângulo, Nova Divinéia, Novo Horizonte*, Bairro Novo, São Raimundo, Santa Rita de Cassia, conhecida como Piçarreira*, Nova Brasília, Sagrada Família*, Juazeiro, Jurunas e, o bairro de Moema. 
* Bairros que surgiram a partir de áreas de ocupações urbanas.

## Economia
Santa Izabel do Pará carrega na sua economia a presença marcante da produção de hortaliças, bovinos, suínos, equinos e aves. O Município é um grande produtor de ração, abastecendo a si  mesmo e outros locais do estado do Pará.